# Harrods Furniture Depository
Le Harrods Furniture Depository (littéralement, Dépôt de meubles Harrods) est un bâtiment situé le long de la rive sud de la Tamise près du Hammersmith Bridge à Barnes, à Londres. Le dépôt Harrods a été construit sur le site d'une ancienne savonnerie en 1894 comme centre de stockage pour les plus gros articles qui ne pouvaient pas être transportés à Knightsbridge vers le mondialement connu grand magasin Harrods. Les bâtiments actuels, revêtus de terre cuite rose saumon, datent de 1914. L'architecte était WG Hunt .

## Usages actuels
Les bâtiments, classés Grade II  n'appartiennent plus à Harrods mais conservent bon nombre de ses caractéristiques extérieures d'origine. En 2000, la conversion en un domaine résidentiel a été achevée, comprenant 250 maisons de ville et suites penthouse appelées "Harrods Village". William Hunt Mansions, le bâtiment principal au bord de la rivière, est un poste d'observation clé lors de la course annuelle The Boat Race entre Oxford et Cambridge entre Putney Bridge et Chiswick Bridge . 

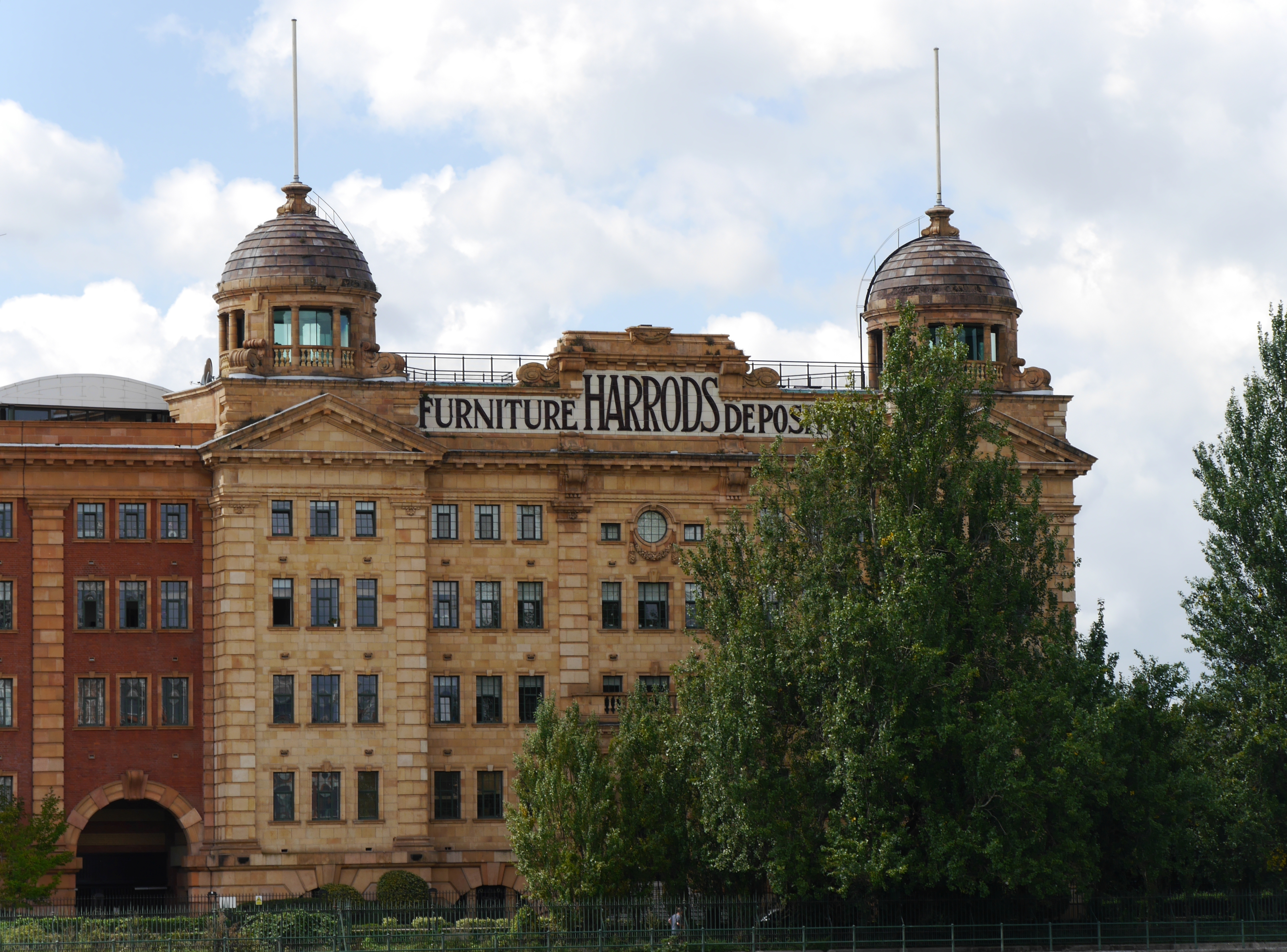
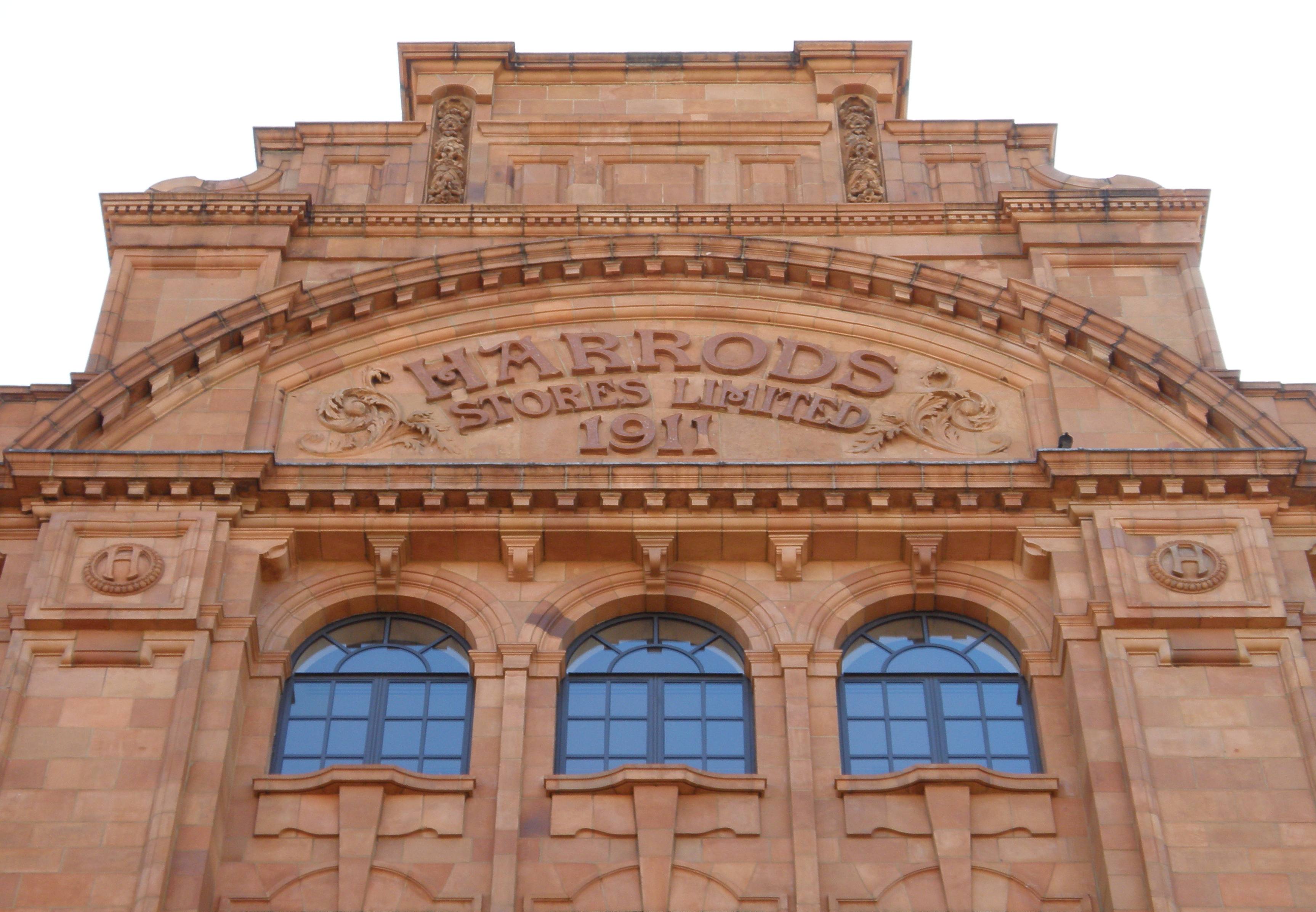
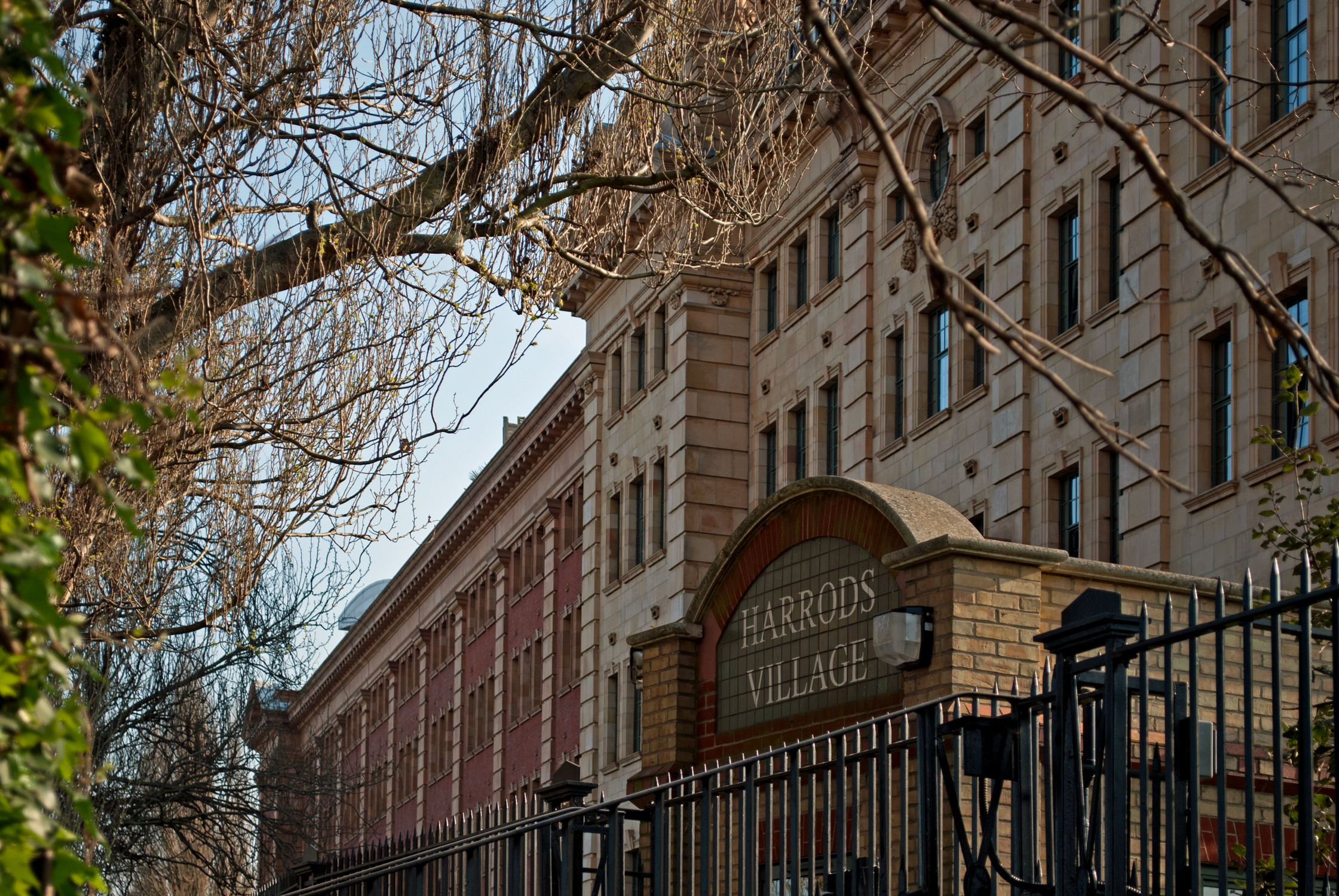